# Antonio Tozzi
Pour les articles homonymes, voir Tozzi.
Antonio Tozzi (né en 1736 à Bologne, en Émilie-Romagne, alors dans les États pontificaux, et mort le 13 janvier 1819 à Madrid) est un compositeur italien de la fin du XVIIIe et du début du XIXe siècle.

## Biographie
Antonio Tozzi devient membre de l'Académie philharmonique de Bologne en 1761. Ses premières œuvres ont été jouées à Venise l’année suivante.